# Центральная Усадьба
 Центральная Усадьба — деревня  в  Смоленской области России,  в Демидовском районе. Расположена в северо-восточной части области  в 20  км к юго-востоку от Демидова, на берегу озера Акатовское.
Население — 111 жителей (2010 год). Административный центр Пересудовского сельского поселения.

## Экономика
Средняя школа, магазин, медпункт, дом престарелых,  дом культуры,.